# Luis Albeiro Maldonado Monsalve
Luis Albeiro Maldonado Monsalve (ur. 20 stycznia 1958 w Fredonia) – kolumbijski duchowny rzymskokatolicki, w latach 2015–2025 biskup Mocoa-Sibundoy, biskup Santa Rosa de Osos od 2025.

## Życiorys
Święcenia kapłańskie przyjął 5 lipca 1986 i został inkardynowany do archidiecezji Medellín. Pracował głównie jako duszpasterz parafialny, był także m.in. wychowawcą i ojcem duchownym archidiecezjalnego seminarium, generalnym administratorem fundacji Padre Arcila oraz wikariuszem biskupim dla północy archidiecezji.
15 października 2015 został prekonizowany biskupem Mocoa-Sibundoy. Sakry biskupiej udzielił mu 3 grudnia 2015 abp Ricardo Antonio Tobón Restrepo. 10 kwietnia papież Franciszek mianował go biskupem diecezjalnym Santa Rosa de Osos.